# Huntoniatonia
Huntoniatonia is een geslacht van uitgestorven trilobieten, dat leefde tijdens het Devoon. Het geslacht werd in 2003 hernoemd wegens een naamconflict met het pissebedden-geslacht Huntonia (Philosciidae).

## Beschrijving
Deze 3 cm lange trilobiet was anderhalfmaal zo lang als breed. Het kopschild bevatte een korte, stevige snuit, terwijl de wangen naar achteren uitliepen in uitzonderlijk sterke genale stekels. Het dier had een sterk ontwikkeld gezichtsvermogen dankzij de zeer grote, sterk gewelfde ogen met grote facetten. De ogen waren iets boven het schild verheven. De naar voren verlengde glabella bezat drie paar zijgroeven, waarvan het eerste paar achterwaarts wees. De grote, driehoekige staart was uit meerdere segmenten opgebouwd en had een puntig uiteinde. Dit geslacht bestond uit zeer beweeglijke bodembewoners, mogelijk roofdieren.